# Table des caractères Unicode/U10B60
Cette page contient des caractères spéciaux ou non latins. S’ils s’affichent mal (▯, ?, etc.), consultez la page d’aide Unicode.
Table des caractères Unicode U+10B60 à U+10B7F.

## Pehlevi des inscriptions
Utilisés pour l’écriture pehlevi.

### Table des caractères
| en fr   | 0 | 1 | 2 | 3 | 4 | 5 | 6 | 7 | 8 | 9 | A | B | C | D | E | F |
| U+10B60 | 𐭠 | 𐭡 | 𐭢 | 𐭣 | 𐭤 | 𐭥 | 𐭦 | 𐭧 | 𐭨 | 𐭩 | 𐭪 | 𐭫 | 𐭬 | 𐭭 | 𐭮 | 𐭯 |
| ------- | - | - | - | - | - | - | - | - | - | - | - | - | - | - | - | - |
| U+10B70 | 𐭰 | 𐭱 | 𐭲 |   |   |   |   |   | 𐭸 | 𐭹 | 𐭺 | 𐭻 | 𐭼 | 𐭽 | 𐭾 | 𐭿 |